# Gheorghe Gorun
Gheorghe Gorun (n. 4 septembrie 1949) este un fost deputat român în legislatura 1992-1996, ales în județul Gorj pe listele partidului PL '93/PAC.